# امیلی ویلیس
امیلی ویلیس (انگلیسی: Emily Willis؛ زادهٔ ۱۹۹۸/۱۹۹۹ (۲۶–۲۷ سال)) بازیگر پیشین پورنوگرافی آرژانتینی-آمریکایی است. ویلیس در طول فعالیت حرفه‌ای پورنوگرافی خود برنده چندین جایزه ای‌وی‌ان از جمله اجراکننده زن سال در سال ۲۰۲۱ شده است. تا پایان سال ۲۰۲۳، او در بیش از ۷۰۰ فیلم و صحنه پورنوگرافی بازی کرده است.

## اوایل زندگی
ویلیس در آرژانتین به دنیا آمد و در یوتا بزرگ شد.
او بعداً در سن دیگو، کالیفرنیا زندگی کرد، جایی که در بخش فروش شروع به کار کرد.

## حرفه بازیگری
ویلیس در تیندر با مجری و استخدام کننده گرلزدوپورن، آندره گارسیا، آشنا شد که پس از آشنایی شروع به قرار گذاشتن کردند. گارسیا از او پرسید که آیا می‌خواهد در فیلم‌های پورنوگرافی بازی کند؟ ویلیس موافقت کرد و او دو فیلم اول خود را برای آنها انجام داد که در سال ۲۰۱۸ منتشر شدند.
ویلیس در اوایل سال ۲۰۱۸ به لاس وگاس و سپس به لس آنجلس نقل مکان کرد.
در ماه مه ۲۰۲، او در اولین فیلم دخول مضاعفاش با نام امیلی ویلیس سیری ناپذیر که توسط استودیو جولس جوردن تهیه شده بود، بازی کرد.
او قبلاً گفته بود که بازیگران مرد مورد علاقه‌اش برای کار دیمون دایس، رامون نومار، لوگان لانگ و ریکی جانسون هستند. ویلیس همچنین با سایر بازیگران زن شامل آریانا ماری، شارلوت استوکلی، جورجیا جونز و ایندیا سامر کار کرده است.

### دیگر کارها
در آوریل ۲۰۲۲، ویلیس به بازیگران فیلم هیجان انگیز ادی آلکازار، خداگرایی پیوست. جیکوب اولر، که برای مجله پیست می نویسد، فیلم را به طور کلی مورد انتقاد قرار داد و اظهار داشت که "صحنه سکس طولانی فیلم با ستاره پورنوگرافی، امیلی ویلیس بسیار احمقانه و غیرقابل تحمل است"، در حالی که نادر سامارا، که برای اسکرین رنت می‌نویسد، ضمن تحسین فیلم بیان کرد که بازی ویلیس همراه با کاروچه تران، بلا تورن و مویسس آریاس "بازی‌هایی هستند که به این فیلم لحنی می دهند که باعث می‌شود آن را از هر فیلم دیگری که امسال دیده‌اید متمایز کند".

### دعوای تهمت
در ۱۲ اکتبر ۲۰۲۱، ویلیس شکایتی را برای تهمت بازیگران زن پورنوگرافی شامل جیانا دیور، آدریا ری و ۱۰ متهم دیگر به دلیل پست‌هایی که در توییتر علیه وی انجام داده بودند تنظیم کرد.

## زندگی شخصی
در ۵ فوریه ۲۰۲۴، ویلیس برای مراقبت های ویژه در یک مرکز پزشکی در تاوزند اوکس، کالیفرنیا بستری شد. در ماه آوریل، خانواده او اعلام کردند که ویلیس پس از تجربه ایست قلبی به مدت دو ماه در کما بود و اکنون به هوش است اما او قادر به صحبت کردن نبوده و فقط می تواند اشیاء را با چشمانش ردیابی کند. پزشکان معتقدند ویلیس، دچار "سندرم قفل‌شدگی" شده است و "ممکن است دیگر هرگز نتواند تکان بخورد."